# Сент-Ирье-ла-Перш
Сент-Ирье-ла-Перш (фр. Saint-Yrieix-la-Perche) — коммуна во Франции, находится в регионе Новая Аквитания. Департамент коммуны — Верхняя Вьенна. Входит в состав кантона Сен-Ири-ла-Перш. Округ коммуны — Лимож.
Код INSEE коммуны — 87187.
Расположен в 40 км от Лиможа на границе с департаментом Коррез и Аквитанией.
В 2016 году население составляло 6 777 чел. Является шестым по численности населения и самым большим по площади в департаменте Верхняя Вьенна.

## Демография
| Год                | 1962  | 1968  | 1975  | 1982  | 1990  | 1999  | 2008  |
| Количество жителей | 7.021 | 6.816 | 7.116 | 7.342 | 7.558 | 7.251 | 6.980 |

С 1995 года мэром города избирается член Французской социалистической партии и депутат Национальной ассамблеи Danier Boisserie

## Города-партнёры
- Бад-Виндсхайм, Германия
- Ла-Ванзено, Франция

## Персоналии
- Ломени, Луи Луи-Леонард де (1818—1878) — французский писатель, член французской академии.
- Сент-Ирье, Эли де (? — 1367) — французский церковный деятель Латинской церкви, бенедиктинец, богослов, епископ, кардинал.
- Руссо, Мишель (1936—2016) — французский велогонщик, чемпион летних Олимпийских игр в Мельбурне (1956).